# الربيع بن زياد الحارثي
الربيع بن زياد الحارثي صحابي ليس له رواية عن النبي محمد،

## مشاركته في الفتوحات الأسلامية
في أول سنة 51 هـ بعث زياد بن أبيه الربيع بن زياد الحارثي أميرًا على خراسان وكان عليها خليد بن عبد الله الحنفي وعزله وولى الربيع وسير معه خمسين ألفا بعيالهم من أهل الكوفة والبصرة منهم بريدة بن الخطيب وله صحبة سكنوا خراسان ووطنوها، نذكر هنا أن زيادًا لم يغفل عن توطين العرب في هذا الإقليم وأول ما استوطن العرب في خراسان كان زمن الوالي الربيع بن زياد الحارثي.

## فتوحاته
قدم الربيع خراسان ففتح بلخ صلحا، وكانوا قد أغلقوها بعد ما صالحهم الأحنف بن قيس، وفتح قهستان عنوة وكانت بناحيتها أتراك فهزمهم وكان ممن بقي منهم نيزك طرخان فقتله فيما بعد قتيبة بن مسلم الباهلي بولايته. وحين غزا الربيع فقطع النهر ومعه غلامه فروخ وجاريته شريفة فغنم وسلم فاعتق فروخا. وقد فتح سرخس صلحا وكان حولها قوم من الفرس والترك و المنشوريين فقاتلهم وفتحها وكان بصحبته المهلب بن أبي صفرة .

## وفاته
في سنة 53هـ خرج يوم الجمعة، فقال: أيها الناس إني قد مللت الحياة إني داع بدعوة فأمنوا، ثم رفع يديه بعد الصلاة، فقال: اللهم إن كان لي عندك خير فاقبضي إليك عاجلا. وأمن الناس ثم خرج فما توارت ثيابه حتى سقط فحمل إلى بيته فاستخلف ابنه عبد الله بن الربيع.
| سبقه خليد بن عبد الله الحنفي | ولاة خراسان | تبعه عبد الله بن الربيع بن زياد الحارثي |